# Программа Рейнгардта

Фриц Рейнгардт (1895—1969)

Программа Рейнгардта (нем. Reinhardt-Programm) — комплекс мер, проводившихся в 1933-35 годах в экономике Германии средствами государственно-монополистического регулирования с целью преодоления безработицы при сохранении частной собственности на средства производства и с активным использованием рыночных механизмов (кредиты, ценные бумаги и т. п.) для предотвращения инфляции и других дисбалансов в системе финансовых показателей.
Программа разработана и воплощена в жизнь под руководством Фрица Рейнгардта (1895—1969), статс-секретаря министерства финансов Германии — одного из главных специалистов по финансам в аппарате НСДАП; названа по его фамилии. В детальном анализе выделяются первая и вторая программы Рейнгардта, соответствующие этапам финансирования всего проекта.

## Необходимость разработки
30 января 1933 года президент Германии Пауль фон Гинденбург назначил рейхсканцлером Адольфа Гитлера, чья партия (НСДАП) получила на июльских (1932 года) выборах в рейхстаг более любой другой партии Германии — 37,8 % голосов. По результатам плебисцита, проведённого после смерти Гинденбурга (2 августа 1934 года), передачу Гитлеру, в дополнение к правительственным, ещё и президентских полномочий главы государства поддержало 84,6 % населения. Этот уровень поддержки со стороны населения обычно объясняется отчасти и тем, что на выходе из мирового экономического кризиса 1929-32 годов Германия, обременённая репарационными платежами в пользу США и ряда европейских стран, оказалась в наихудшем, по сравнению с другими крупнейшими странами, экономическом положении.
Действительно, на начало 1933 года число безработных в Германии превышало 6 млн человек. На этом фоне некоторые исследователи, сосредотачивая своё внимание только на программе «„25 пунктов“» (Готфрид Федер), написанной Гитлером в 1922 году и с тех пор не менявшейся, выражают удивление последующими результатами экономического развития Германии, так как, по их мнению, экономической программы у Гитлера якобы не было.
Однако ещё до прихода Гитлера к власти на службе его партии состояло много квалифицированных специалистов, которые задолго до 1933 года не только анализировали экономику, но и развернули по всей Германии систему подготовки специалистов-экономистов, а также политико-экономических пропагандистов. Одним из них был баварский финансист, преподаватель и партийный организатор Фриц Рейнгардт. Через три месяца после заступления на должность рейхсканцлера, 6 апреля 1933 года Гитлер назначает Фрица Рейнгардта на второй по значимости после министра Людвига Шверина фон Крозига пост в министерстве финансов — статс-секретаря. И ещё через 2 месяца по предложению Фрица Рейнгардта утверждается комплексная программа по борьбе с безработицей, с одновременным противодействием инфляции — «Программа Рейнгардта».

## Предшествующие программы
Из предшественников Гитлера на посту канцлера, Генрих Брюнинг в 1930-32 годы проводил жёстко дефляционную политику, а Франц фон Папен (1932) делал упор на косвенные рычаги стимулирования создания рабочих мест — выдачу «налоговых сертификатов» и премий «за обеспечение занятости». Дефицитное финансирование предполагала лишь программа Курта фон Шлейхера, но её запустили лишь за несколько недель до вступления Гитлера на пост канцлера: председатель Рейхсбанка Ганс Лютер подписал «бланковый чек» на 500 млн по программе Шлейхера—Г. Гереке только в декабре 1932 года.
По программе Папена прямые расходы на создание рабочих мест под инфраструктурные «землеройные» программы (дороги, каналы, ирригация), предусматривавшиеся исчислялись мизерной суммой в 135 млн марок. Выступая в Мюнстере 28 августа 1932 года, Папен, говоря о новой программе по борьбе с безработицей на сумму 167 млн марок, успокаивал крупнейших капиталистов, что предлагаемый проект не будет предусматривать крупномасштабных общественных работ, финансирование которых ляжет на них новым бременем в виде специальных налогов или принудительных займов<!HTurner, P. 276-->. По его программе фирмы, нанимающие новую рабочую силу, получали налоговые льготы. Ещё одна экономия, которую Папен предлагал капиталистам — разрешения сокращать заработную плату рабочим ниже установленного минимума, что также имело негативный социальный эффект. Расходов на прямое создание мест по «землеройным» проектам мюнстерская программа Папена не предусматривала.
Дефляционная политика на момент заступления Гитлера на пост канцлера в целом продолжалась, а сумма программ по созданию новых рабочих мест составляла скромную сумму 1,098 млн марок. Из этой суммы 269 млн были заложены в проекты, реализуемые DR (немецкими железными дорогами) и DP (немецкой почтой) — организациям, подконтрольным Западу по условиям репарационных планов Юнга и Дауэса. Сюда же включена программа Гереке нем. Sofortprogramm на сумму 500 млн марок, из которых 400 млн приходилось на проекты, финансируемые из бюджетов земель и местных администраций. Поскольку условия расчётов по ним были обременительны для получателей, 9 февраля 1933 года государство взяло на себя дополнительно 140 млн марок, что позволило сократить участие местных бюджетов на 10 %. Уже при Гитлере, в июле на Sofortprogramm выделили ещё дополнительно 100 млн. И тем не менее, на конец декабря 1933 года из 600 млн, доступных по программе Гюнтера Гереке, было фактически израсходовано только 58 %.

## Содержание программы и её реализация
Задавая вопрос, почему же Рейнгардту удалось «пробить» идею дефицитного финансирования в таких масштабах (причём и при Папене, и при Брюнинге министром финансов был тот же «консерватор» Шверин фон Крозиг), Dan P. Silverman указывает на недостаток доверия финансистов к государству-системе, как конечному получателю средств. Сама Веймарская система с отсутствием консенсуса между партиями не подходила для реализации таких проектов и требовала замены конституционного режима авторитарным. Своими действиями «предшественники Гитлера — Брюниг, Папен и Шлейхер уже подталкивали к (осознанию необходимости) авторитарного правительства». Интрига в том, заключает Сильверман, что

только Гитлер обладал широкой всенародной поддержкой, которая сделала возможным возврат к авторитарной системе без риска гражданской войны или путча. Только Гитлер, контролирующий крупнейшую партию в рейхстаге, мог провести «законную» революцию
Эту мысль выразил в 1947 году Я. Шахт в своём письме Паулу Рёйчу: создание рабочих мест в тех масштабах могло быть по силам только авторитарным режимам. К августу 1933 года, пишет Д. Фельдман, предприниматели, до того сопротивлявшиеся найму новой рабочей силы, включились в битву за новые рабочие места на стороне правительства Гитлера.
Разрушив профсоюзы, Гитлер довершил дело, начатое Брюнингом. В ответ он потребовал от промышленников содействия в обеспечении занятости. Общность антирабочих целей у Гитлера и крупнейших капиталистов была лишь по-разному мотивирована: первому нужно было устранить политическую угрозу своей власти, последним — повысить прибыльность. И как раз новые рабочие места и были той «компенсацией», которую получал рабочий класс за разрушение системы коллективных договоров и других механизмов защиты своих прав, которые обеспечивали разрушенные Гитлером профсоюзы.
К маю 1934 года благодаря применению льгот нанимателям в сельском, рыбном и хозяйстве, а также в сфере надомного труда число рабочих, подпадающих под льготы, выросло с 1,384,458 до 4,058,182. Освобождённые от взносов в фонд содействия занятости, предприниматели расходовали сэкономленные средства на наём новой рабочей силы. Рост числа занятых надомников, по оценкам, составил 750 тыс. человек.
В рамках программы Рейнгардта были выделены несколько подпрограмм по созданию рабочих мест, в том числе
- Landhilfer — землеустроительные работы в сельском хозяйстве
- Arbeitsdienstwillige — добровольцы трудовых услуг
- Notstandsarbeiter — работы в чрезвычайных ситуациях
- Fursorgearbeiter — общественная помощь

По истечении месяца, начиная с 31 июля 1933 года, лица, зарегистрированные в качестве участников этих подпрограмм (за исключением сельскохозяйственных), переставали считаться безработными. На эту дату числилось:
- Landhilfer — 144,981
- Arbeitsdienstwillige — 262,992
- Notstandsarbeiter — 140,126
- Fursorgearbeiter — 71,000

К моменту прихода Гитлера к власти, на 30 января суммарная численность по всем этим группам составляла лишь 258,321. Приведя эти цифры, Сильверман опроверг прежнее утверждение Т. Масона, что все 619 тыс. человек, снятые с учёта как безработные только благодаря новым статистическим правилам программы Рейнгардта — «статистическая манипуляция» и триумф гитлеровской пропаганды. «Обвинения в статистических манипуляциях не могут затемнить фундаментальную реальность восстановления рынка труда, наступившую до 1936 года».
По данным переписи на 1933 год значилось 14,239,000 работающих и 5,900,000 безработных. По статистике занятых выходило на 800,000 безработных больше, нежели по официальным данным RfAA за май-июнь, но при этом и на 900,000 больше занятых, чем по статистике больничных листов (20).
20 сентября 1933 года Gemeindetag (съезд муниципальных властей) потребовал от крупных городов ежемесячно сообщать число безработных на пособии (Wohlfahrtsewerbslose) и свои собственные оценки с тем, чтобы установить корреляцию и выяснить причины расхождений. Уже через четыре месяца, 29 января, запрос дополнительных оценок был отменён: разброс цифр вернулся в пределы нормы.
Метод, использованный Гитлером для борьбы с безработицей, Gerhard Kroll считает ключевым феноменом в преодолении конъюнктурного коллапса. Весь финансовый истеблишмент, с которым начал работать в 1933 году Гитлер — президент Рейхсбанка Я. Шахт, рейхсминистр экономики А. Гугенберг и рейхсминистр финансов граф Л. Шверин фон Крозиг — были в своём деле консерваторами, избегающими риска инфляции, которой чреват несбалансированный бюджет и излишняя эмиссия. Ни один из них не был членом НСДАП, что исключало для Гитлера возможность оказания на этих финансистов идейное давление.